# Michał Wawrzynowski
Michał Wawrzynowski, ps. Znachor (ur. 1 września 1897, zm. 10 kwietnia 1943 w Lublinie) – polski profesor, poseł na sejm, psycholog i pedagog.
Urodził się 1 września 1897 w Rabie Wyżnej, był synem Marii nauczycielki. Był uczniem c.k gimnazjum w Nowym Targu  w  latach szkolnych: 1908/9 I b (chlubnie uzdolniony),1909/10 II b -1910/1i 11/2 przerwał naukę-1912/3 III a, 1913/14 IV a. W roku szkolnym 1913/14, mieszkał u ks. Michała Wawrzynowskiego proboszcza parafii św. Katarzyny w Nowym Targu. W 1914 przerwał naukę i wstąpił do Legionów.
Był pracownikiem naukowym Państwowego Instytutu Pedagogiki Specjalnej w Warszawie, wizytatorem ministerialnym ds. szkolnictwa specjalnego, członkiem Związku Nauczycielstwa Polskiego Szkół Powszechnych, związanym z BBWR.
W latach 1928–1935 był posłem na Sejm II Rzeczypospolitej II i III kadencji.
W czasie II wojny światowej kierował tajnym nauczaniem prowadzonym przez POS Jerzyki. Posługiwał się pseudonimem Znachor. Został aresztowany przez gestapo w grudniu 1942 w Czarnej koło Wołomina. Po aresztowaniu trafił na Pawiak a następnie do obozu Majdanek, gdzie został stracony 10 kwietnia 1943. Jako przyczynę śmierci podano ostrą niewydolność jelitową.
Był współpracownikiem i przyjacielem Marii Grzegorzewskiej, współtwórczyni Państwowego Instytutu Pedagogiki Specjalnej w Warszawie.